# ديسكويي (كاباردينو-بالكاريجا)
ديسكويي (بالروسية: Дейское) هي مدينة في جمهورية قبردينو - بلقاريا في روسيا.
يبلغ عدد سكانها حوالي 4560 نسمة.